# Danseuse de cabaret
Pour plus de détails, voir Fiche technique et Distribution.
Danseuse de cabaret (Juke Girl) est un film américain réalisé par Curtis Bernhardt, sorti en 1942, avec Ann Sheridan, Ronald Reagan, Richard Whorf, George Tobias et Gene Lockhart dans les rôles principaux.

## Synopsis
Danny (Richard Whorf) et Steve (Ronald Reagan) sont des travailleurs agricoles migrants qui se retrouvent à Cat Tail en Floride. Cette petite ville est dirigée par Madden (Gene Lockhart), un riche industriel qui contrôle le commerce des fruits et légumes de la région. Pour gagner sa vie, Danny accepte de travailler pour Madden tandis que Steve choisit de défendre ses convictions et rejoint Nick (George Tobias), un modeste fermier d'origine grecque qui tient tête à Madden. Lorsque Madden détruit la récolte de Nick, Steve vole de la marchandise à Madden pour la revendre à Atlanta, aidé par Lola Mears (Ann Sheridan), une danseuse de nuit déchue de son poste. À leurs retours à Cat Tail, les ennuies se poursuivent.

## Fiche technique
- Titre en français : Danseuse de cabaret
- Titre original : Juke Girl
- Réalisation : Curtis Bernhardt
- Assistant réalisateur : Jesse Hibbs
- Scénario : A.I. Bezzerides et Kenneth Gamet d'après l'article Land of the Jook de Theodore Pratt
- Photographie : Bert Glennon
- Musique : Adolph Deutsch, Leo F. Forbstein et Heinz Roemheld
- Montage : Warren Low
- Direction artistique : Robert M. Haas
- Costumes : Milo Anderson
- Producteur : Hal B. Wallis
- Société de production : Warner Bros.
- Société de distribution : Warner Bros.
- Pays d'origine : États-Unis
- Format : Noir et blanc
- Genre cinématographique : Film dramatique
- Durée : 90 minutes
- Date de sortie :
  -  États-Unis : 30 mai 1942

## Distribution
- Ann Sheridan : Lola Mears
- Ronald Reagan : Steve Talbot
- Richard Whorf : Danny Frazier
- George Tobias : Nick Garcos
- Gene Lockhart : Henry Madden
- Alan Hale : Yippee
- Betty Brewer (en) : Skeeter
- Howard Da Silva : Cully
- Donald MacBride : Muckeye John
- Willard Robertson : Mister Just
- Faye Emerson : Violet Murphy
- Willie Best : Jo-Mo
- Fuzzy Knight : Ike Harper
- Spencer Charters : Keeno
- William B. Davidson : Paley

Et, parmi les acteurs et actrices non crédités :
- Al Bridge (en)
- Paul E. Burns
- Glen Cavender
- Clancy Cooper
- William Edmunds
- Franklyn Farnum
- Pat Flaherty
- James Flavin
- Sol Gorss
- William Gould (en)
- William Haade
- Kenneth Harlan
- William Hopper
- Milton Kibbee (en)
- Frank Mayo
- Patrick McVey (en)
- Jack Mower
- Edward Peil Sr.
- Dewey Robinson
- Glenn Strange
- Forrest Taylor
- Eddy Waller
- Dan White
- Frank Wilcox
- Guy Wilkerson (en)

## Accueil
Le film reçoit la note de 2/5 sur AllMovie